# Facultatea Tehnologia Alimentelor a Universității Tehnice a Moldovei
Facultatea Tehnologia Alimentelor (FTA) este una dintre facultățile Universității Tehnice a Moldovei.

## Departamente
- Tehnologia produselor alimentare
- Alimentație și nutriție
- Oenologie și chimie
- Limbi străine

## Studii

### Programe de studii licență:
- Tehnologia și managementul alimentației publice
- Tehnologia produselor alimentare
- Tehnologia vinului și produselor obținute prin fermentare
- Biotehnologii
- Inginerie și management în industria alimentară
- Specialitatea „Tehnologies Alimentaries” (Filiera Francofonă)
- Servicii publice de nutriție
- Servicii hoteliere, turism și agrement

### Programe de studii master:
- Oenologie, Enoturism și Piețe Vitivinicole
- Calitatea și siguranța produselor alimentare
- Managementul restaurantelor și nutriție

### Programe de studii doctorat:
- Tehnologia produselor alimentare de origine vegetală (cu specificarea produselor și procedeelor)
- Tehnologia produselor alimentare de origine animală (cu specificarea produselor și procedeelor)
- Tehnologia băuturilor alcoolice și nealcoolice
- Securitatea produselor alimentare
- Procese și aparate în industria alimentară
- Tehnologii biologice și chimice în industria alimentară